# دهستان خوارتوران
خوارتوران، دهستانی است از توابع بخش بیارجمند شهرستان شاهرود در استان سمنان ایران. این دهستان تا دی ماه سال ۱۳۱۶ از توابع خراسان و سبزوار بوده و اکثر مردم آن به زبان فارسی خراسانی با گویش سبزواری صحبت می کنند.
مرکز این دهستان روستای زمان اباد است که در فاصله ۲۴۲ کیلومتری از شاهرود و ۱۲۷ کیلومتری از سبزوار قرار دارد.

## مشاهیر
ابوعلی حسین بن احمد سلّامی بیهقی
مورخ، شاعر و نویسنده ایرانی است که در قرن سوم هجری در خوارتوران از توابع بیهق خراسان زاده شد. از سلّامی بیهقی تألیفات و تصنیفات بسیاری باقی مانده است. کتاب های  تاریخ خراسان، المصباح و الثارات از مهم ترین آثار او می باشند. ابوالحسن بیهقی در تألیف کتاب تاریخ بیهق از کتاب تاریخ خراسان او بهره جسته است. وی در سال ۳۰۰ هجری چشم از جهان بست.
احمد بن ابراهیم اعسری بیهقی خواری 
شاعر ایرانی است که در قرن سوم هجری در خوارتوران از توابع بیهق خراسان زاده شد. مهم ترین اثر وی دیوان اشعار او است.
ابوعبدالله محمد بن محمد بن جابر بیهقی شاعر ایرانی است که در قرن چهارم هجری در خوارتوران از توابع بیهق خراسان زاده شد.

## جمعیت
براساس سرشماری سال ۱۳۸۵ جمعیت آن ۳٬۶۱۶ نفر (۹۸۵ خانوار) بوده‌است.